# 32-й Нью-Йоркский пехотный полк
32-й Нью-Йоркский добровольческий пехотный полк (англ. 32th New York Volunteer Infantry Regiment), — один из пехотных полков армии Союза во время Гражданской войны в США. Полк был сформирован в мае 1861 года сроком на 2 года и участвовал во всех сражениях на востоке от первого сражения при Булл-Ран до сражения при Чанселорсвилле. 9 июня 1863 года полк был расформирован из-за истечения срока службы. Часть рядовых была переведена в 121-й Нью-Йоркский пехотный полк.

## Формирование
Изначально предполагалось, что полк будет называться «1-й Калифорнийский» и его возглавит калифорнийский сенатор Эдвард Бейкер. Но из-за возникших разногласий часть рядовых и офицеров откололась и образовала отдельный полк. Он был сформирован 14 мая 1861 года, согласно приказу бригадного генерала Ейтса (№ 187). На командование полком претендовали Мейтсон и Пинто, и была проведена жеребьёвка, которая решила спор в пользу Мейтсона. После этого прошли выборы офицеров. Мейтсон был выбран полковником, Пинто подполковником, Джордж Лемон майором. Приказом от 22 мая полк был передан в распоряжение генерала Ейтса и стал ждать принятия на федеральную службу. Штаб полка располагался сначала в Нью-Йорке, в доме № 950 по Бродвею, но 16 мая он был переведён в Кэмп-Ейтс на острове Статен. 31 мая полк был принят на службу в армию США сроком на 2 месяца.
Рядовых вооружили капсюльными мушкетами образца 1842 года, которые впоследствии были обменены на Спрингфилды (нарезные и гладкоствольные).

## Боевой путь
20 июня полк покинул штат и 1 июля прибыл в Вашингтон, где был направлен в форт Эллсворт и включён в бригаду Томаса Дэвиса (в дивизии Майлза). 15 июля он начал наступление со всей армией на Сентервилл, а 16 июля около Фэирфакса обратил в бегство алабамский полк и захватил восемь пленных. 20 июля полк участвовал в рекогносцировке у Блэкбернс-Форд. Утром 21 июля полк получил приказ следовать к полю боя сражения при Булл-Ран, прибыл в 06:00 к позиции на левом фланге армии, где простоял до 18:00. Когда армия Севера была разбита, полк прикрывал отступление, отходя к Сентервиллским высотам. Там он отразил атаку кавалерии, после чего вернулся в лагерь. За весь поход на Манассас пол потерял 1 человека пропавшим без вести.
В августе полк был включён в новосформированную бригаду Уильяма Франклина, которая в сентябре стала бригадой Джона Ньютона в дивизии Франклина. 9 апреля армия подступила к Кэтлетт-Стейшен, где дивизия Франклина была выведена из состава корпуса, вернулась в Александрию, 17 апреля погружена на транспорта и отправлена на Вирджинский полуостров. Дивизия выгрузилась 19 апреля, но 4 мая снова погрузилась на транспорта и была переброшена к Вест-Пойнту и 6 мая высадилась у Элтамс-Лендинг, где сразу приняла участие в сражении при Элтамс-Лендинг. 32-й Нью-Йоркский был задействован особенно серьёзно: три его роты были выделены в стрелковую цепь, а весь полк вскоре встретил «легион Хэмптона» и «Луизианских тигров» и сумел потеснить противника с поля боя. Полк понёс самые тяжёлые потери в этом бою: 4 офицера и 14 рядовых были убиты, 1 офицер и48 рядовых ранены.
18 мая был сформирован VI корпус Потомакской армии, который возглавил Франклин, а его дивизия была расформирована. Бригада Ньютона стала частью дивизии Генри Слокама (1-й дивизии VI корпуса).
Вскоре началась Семидневная битва: 27 июня полк участвовал в сражении при Гейнс-Милл, в ходе которого полковник Мейтсон принял временное командование бригадой, а подполковник Пинто — полком. Полк был отправлен на помощь корпусу Портра за Чикахомини вместе со всей дивизией Слокама, но к моменту его прибытия южане уже прорвали оборону федеральной армии, и полк в основном прикрывал отступление армии к реке Чикахомини. В бою было убито 4 рядовых, 40 рядовых ранено и 16 пропало без вести.
В ходе последующих сражений полк в основном прикрывал артиллерию и не участвовал в серьёзных боях. 2 июля он прибыл в Харрисон-Лендинг, где простоял до начала августа. 10 августа полк покинул лагерь, 17-го перешёл Чикахомини, 18-го прошёл Уильямсберг, 21-го прибыл в Ньюпорт-Ньюс, где 22 августа погрузился на пароход Daniel Webster (вместе в 18-м Нью-Йоркским)и отбыл в Александрию. 24 августа полк выгрузился в Александрии и 29 августа в 16:00 прибыл в Сентервилл. Когда армия Джона Поупа была разбита во втором сражении при Булл-Ран, полк отступил со всей армией к Вашингтону и встал в Александрии.
6 сентября началась Мерилендская кампания. В тот же день полк перешёл Потомак, утром следующего дня прибыл в Теннли-Таун, прошёл Роквилл (8-го) и Даунсвилл (11-го) и 14 сентября прибыл в Бёркеттсвилл около Ущелья Крэмптона в Южных горах. Ужа началось сражение у Южной горы. В 16:00 бригада развернулась в две линии, при этом 32-й оказался в первой линии. Стремительной атакой бригада прорвала оборону противника и заставила его отступить из ущелья. В этом бою полк потерял 59 человек убитыми и ранеными. Были тяжело ранены полковник Мейтсон и майор Лемон. Командование полком временно принял подполковник Пинто. Он одновременно командовал 33-м Нью-Йоркским полком, который остался без офицеров.
17 сентября полк прибыл на поле боя при Энтитеме, где бригада заняла позицию на правом фланге армии. Но в бой бригада не вводилась, и полк потерял только 5 человек ранеными.